# Janet Yellen
Janet Yellen, née le 13 août 1946 à Brooklyn (États-Unis), est une économiste et professeure émérite américaine. Présidente du Conseil des gouverneurs de la Réserve fédérale des États-Unis (FED) entre 2014 et 2018, elle est  secrétaire au Trésor sous la présidence de Joe Biden, de 2021 à 2025. Elle a été la première femme à occuper ces postes.

## Biographie

### Origines et formation
Née à Brooklyn (New York), dans une famille juive originaire de Pologne, elle est la fille d'un médecin (Julius Yellen) et d'une institutrice (Anna Blumenthal) qui ont vécu la Grande Dépression et le chômage de masse, épisode qui fait partie de l'inconscient familial.
En 1962, Janet Yellen achève son cursus secondaire au Fort Hamilton High School, à la suite duquel elle étudie pendant cinq ans à l’université Brown, et obtient un diplôme en économie en 1967, major de sa promotion. Elle poursuit ses études supérieures à l’université Yale, pour finalement obtenir un doctorat en économie en 1971. Elle se spécialise dans les causes, les mécanismes et les implications du chômage.
Elle a notamment eu comme professeur le prix Nobel d'économie Joseph Stiglitz, qui affirme qu'elle a été l'une de ses meilleures élèves.

### Carrière
Après ses études, elle intègre la FED (le Conseil des gouverneurs de la Réserve fédérale des États-Unis) comme économiste.
Elle est professeur d'économie à Berkeley, Harvard et à la London School of Economics. Au début des années 1990, elle travaille sur les conséquences économiques de la réunification allemande. Elle a été présidente du Council of Economic Advisers de 1997 à 1999 et de la Federal Reserve Bank of San Francisco (en) de 2004 à 2010. Le 4 octobre 2010, elle est devenue vice-présidente de la FED. Elle en a été nommée présidente par Barack Obama le 9 octobre 2013 après la défection du favori Lawrence Summers, et a pris ses fonctions le 31 janvier 2014. Elle est la première femme à accéder à ce poste, où elle est chargée d'orienter la politique monétaire des États-Unis. Au sein de la FED, elle est considérée comme faisant partie des « colombes », c'est-à-dire  les dirigeants économiques davantage préoccupés par l’emploi que par l'inflation.
En 2014, elle est, selon le classement du magazine économique Forbes, la deuxième femme la plus influente au monde, la quatrième en 2015 et la troisième l'année suivante.
En novembre 2017, Jerome Powell est désigné pour lui succéder. Il entre en fonction en février 2018.
Le 25 janvier 2021, elle est confirmée par le Sénat au poste de secrétaire au Trésor, dans le gouvernement de Joe Biden par 84 voix pour, 15 voix contre (et une abstention),.
En avril 2021, elle propose un taux de taxation minimal pour les sociétés à l'échelle mondiale. Cette initiative, visant à limiter la compétition fiscale entre les différents pays, est accueillie favorablement par des représentants du FMI, de l'OCDE et de la Commission européenne.

## Vie privée
Elle est l'épouse de George Akerlof, prix Nobel d'économie en 2001. Elle l'a rencontré à la FED et ils ont par la suite mené des travaux de recherche ensemble. Ils ont un fils.